# Clasificación de África para el Torneo de Fútbol en los Juegos Olímpicos de Sídney 2000
La Clasificación de África para el Torneo de Fútbol en los Juegos Olímpicos de Sídney 2000 se llevó a cabo de diciembre de 1998 a mayo de 2000 y contó con la participación de 32 selecciones sub-23 de África para definir a tres clasificados directos y un playoff para fútbol en los Juegos Olímpicos de Sídney 2000.

## Participantes
- Argelia
- Angola
- Botsuana
- Camerún
- Congo
- Egipto
- Guinea Ecuatorial
- Ghana
- Gabón
- Guinea
- Costa de Marfil
- Kenia
- Malí
- Mauricio
- Marruecos
- Mozambique
- Namibia
- Nigeria
- Senegal
- Seychelles
- Sudáfrica
- Sudán
- Suazilandia
- Tanzania
- Togo
- Túnez
- Uganda
- Zambia
- Zimbabue

## Ronda Preliminar
| Equipo 1   | Agr.     | Equipo 2          | Ida | Vuelta |
| ---------- | -------- | ----------------- | --- | ------ |
| Seychelles | 0–6      | Mauricio          | 0–2 | 0–4    |
| Kenia      | 1–2      | Tanzania          | 1–0 | 0–2    |
| Uganda     | 2–1      | Sudán             | 2–1 | 0–0    |
| Botsuana   | 5–2      | Suazilandia       | 3–0 | 2–2    |
| Namibia    | 3–3 (v.) | Mozambique        | 0–0 | 3–3    |
| Congo      | 2–1      | Guinea Ecuatorial | 1–0 | 1–1    |

## Primera Ronda
| Equipo 1 | Agr.     | Equipo 2        | Ida | Vuelta |
| -------- | -------- | --------------- | --- | ------ |
| Uganda   | 2–2 (v.) | Zambia          | 1–0 | 1–2    |
| Nigeria  | 6–3      | Namibia         | 4–0 | 2–3    |
| Angola   | 8–2      | Botsuana        | 4–2 | 4–0    |
| Zimbabue | w/o      | Mauricio        | 4–1 | —      |
| Camerún  | 5–0      | Congo           | 5–0 | 0–0    |
| Guinea   | 5–1      | Gabón           | 4–1 | 1–0    |
| Ghana    | 4–2      | Tanzania        | 2–1 | 2–1    |
| Togo     | 2–3      | Sudáfrica       | 2–2 | 0–1    |
| Argelia  | 2–4      | Costa de Marfil | 1–3 | 1–1    |
| Túnez    | 3–2      | Senegal         | 1–1 | 2–1    |
| Malí     | 2–3      | Egipto          | 1–1 | 1–3    |
| RD Congo | w/o      | Marruecos       | 2–1 | —      |

## Segunda Ronda

### Grupo 1
| Pos. | Equipo   | Pts. | PJ | G | E | P | GF | GC | Dif. | Clasificación |
| ---- | -------- | ---- | -- | - | - | - | -- | -- | ---- | ------------- |
| 1    | Nigeria  | 12   | 6  | 4 | 0 | 2 | 12 | 7  | +5   | Clasificado   |
| 2    | Angola   | 12   | 6  | 4 | 0 | 2 | 13 | 9  | +4   |               |
| 3    | Zimbabue | 12   | 6  | 4 | 0 | 2 | 11 | 11 | 0    |               |
| 4    | Uganda   | 0    | 6  | 0 | 0 | 6 | 3  | 12 | −9   |               |

 Fuente: 
Criterios de clasificación: 
| Equipo 1 | Resultado | Equipo 2 |
| -------- | --------- | -------- |
| Nigeria  | 2–0       | Angola   |
| Uganda   | 0-3       | Zimbabue |
| Angola   | 3–1       | Uganda   |
| Zimbabue | 2–1       | Nigeria  |
| Zimbabue | 3-2       | Angola   |
| Uganda   | 2-3       | Nigeria  |
| Nigeria  | 1-0       | Uganda   |
| Angola   | 4-2       | Zimbabue |
| Angola   | 3–1       | Nigeria  |
| Zimbabue | 1–0       | Uganda   |
| Uganda   | 0-1       | Angola   |
| Nigeria  | 4-0       | Zimbabue |

### Grupo 2
| Pos. | Equipo    | Pts. | PJ | G | E | P | GF | GC | Dif. | Clasificación    |
| ---- | --------- | ---- | -- | - | - | - | -- | -- | ---- | ---------------- |
| 1    | Camerún   | 15   | 6  | 5 | 0 | 1 | 12 | 4  | +8   | Clasificado      |
| 2    | Sudáfrica | 13   | 6  | 4 | 1 | 1 | 12 | 6  | +6   | OFC–CAF play-off |
| 3    | Ghana     | 7    | 6  | 2 | 1 | 3 | 7  | 9  | −2   |                  |
| 4    | Guinea    | 0    | 6  | 0 | 0 | 6 | 4  | 16 | −12  |                  |

 Fuente: 
Criterios de clasificación: 
| Equipo 1  | Resultado | Equipo 2  |
| --------- | --------- | --------- |
| Ghana     | 2–2       | Sudáfrica |
| Guinea    | 0-3       | Camerún   |
| Sudáfrica | 3–1       | Guinea    |
| Camerún   | 2–1       | Ghana     |
| Sudáfrica | 2-0       | Camerún   |
| Ghana     | 2-0       | Guinea    |
| Camerún   | 2-0       | Sudáfrica |
| Guinea    | 1-2       | Ghana     |
| Sudáfrica | 1–0       | Ghana     |
| Camerún   | 2–1       | Guinea    |
| Ghana     | 0-3       | Camerún   |
| Guinea    | 1-4       | Sudáfrica |

### Grupo 3
| Pos. | Equipo          | Pts. | PJ | G | E | P | GF | GC | Dif. | Clasificación |
| ---- | --------------- | ---- | -- | - | - | - | -- | -- | ---- | ------------- |
| 1    | Marruecos       | 13   | 6  | 4 | 1 | 1 | 11 | 8  | +3   | Clasificado   |
| 2    | Egipto          | 11   | 6  | 3 | 2 | 1 | 11 | 7  | +4   |               |
| 3    | Costa de Marfil | 8    | 6  | 2 | 2 | 2 | 13 | 10 | +3   |               |
| 4    | Túnez           | 1    | 6  | 0 | 1 | 5 | 5  | 15 | −10  |               |

 Fuente: 
Criterios de clasificación: 
| Equipo 1        | Resultado | Equipo 2        |
| --------------- | --------- | --------------- |
| Marruecos       | 1–0       | Egipto          |
| Túnez           | 1-1       | Costa de Marfil |
| Egipto          | 2–1       | Túnez           |
| Costa de Marfil | 4–1       | Marruecos       |
| Túnez           | 2-4       | Marruecos       |
| Costa de Marfil | 3-3       | Egipto          |
| Egipto          | 2-1       | Costa de Marfil |
| Marruecos       | 2-0       | Túnez           |
| Egipto          | 1–1       | Marruecos       |
| Costa de Marfil | 3–1       | Túnez           |
| Marruecos       | 2-1       | Costa de Marfil |
| Túnez           | 0-3       | Egipto          |

### Clasificación de segundos lugares
| Pos. | Equipo    | Pts. | PJ | G | E | P | GF | GC | Dif. | Clasificación    |
| ---- | --------- | ---- | -- | - | - | - | -- | -- | ---- | ---------------- |
| 1    | Sudáfrica | 13   | 6  | 4 | 1 | 1 | 12 | 6  | +6   | OFC–CAF play-off |
| 2    | Angola    | 12   | 6  | 4 | 0 | 2 | 13 | 9  | +4   |                  |
| 3    | Egipto    | 11   | 6  | 3 | 2 | 1 | 11 | 7  | +4   |                  |

 Fuente: 
Criterios de clasificación: 

## Repesca Intercontinental
Sudáfrica al ser el mejor segundo lugar enfrentó en una serie a ida y vuelta contra Nueva Zelanda, el campeón del Torneo Preolímpico de la OFC 1999, para definir el último clasificado a Sídney 2000.
| Equipo 1      | Agr. | Equipo 2  | Ida | Vuelta |
| ------------- | ---- | --------- | --- | ------ |
| Nueva Zelanda | 2–4  | Sudáfrica | 2–3 | 0–1    |

| 19 de mayo de 2000 | Nueva Zelanda                          | 2–3     | Sudáfrica                                   | North Harbour Stadium, Auckland                              |                                                              |
|                    | - Urlovic 13' - F. McCarthy 31' (a.g.) | Reporte | - B. McCarthy 20' - Fortune 26' - Booth 88' | Asistencia: 13,500 espectadores Árbitro(s): Argelio Sabillón | Asistencia: 13,500 espectadores Árbitro(s): Argelio Sabillón |

| 27 de mayo de 2000 | Sudáfrica  | 1–0     | Nueva Zelanda | Vosloorus Stadium, Johannesburg |                                 |
|                    | Matsau 87' | Reporte |               | Asistencia: 20,000 espectadores | Asistencia: 20,000 espectadores |

## Clasificados
- Camerún
- Marruecos
- Nigeria
- Sudáfrica